# Ligazón
Los ligazones son preparaciones culinarias cuya finalidad es la de espesar salsas o líquidos hasta conseguir el espesor o consistencia deseada.
Para ello se utiliza derivados de productos farináceos, féculas o almidón (harinas de trigo o maíz) o con alimentos de origen animal como la leche, los huevos, la gelatina o la sangre.
- Datos: Q5976204